# ケーブルビジョン
ケーブルビジョン株式会社は、栃木県下野市に所在する企業。ケーブルテレビの営業、人材派遣業、コンサルティング業のほか、下野市にて超短波放送（FM放送）を営む特定地上基幹放送事業者である。FM放送はFMゆうがおの愛称で行っている。2013年創業。北関東を中心に全国のケーブルテレビ事業者へのコンサルティング事業を展開している。

## ラジオ放送事業
2019年開局。
下野市が設備を設置し、民間事業者を公募し運営する公設民営方式を採用している。スタジオは自治医大駅の東口広場に設置された。
24時間放送を実施。自社制作のほか、一部番組販売ネット番組を放送。
沿革
- 2019年（令和元年）12月20日 - 出力10Wで開局
- 2020年（令和2年）8月20日 - 出力20Wに増力[1]

想定されるサービスエリア
注：出力10Wでの予備免許時のエリアを示している
| 地名     | 割合（%） | 参考  |
| -------- | --------- | ----- |
| 下野市   | 67.6      | [ 2 ] |
| 上三川町 | 25.7      | [ 2 ] |
| 宇都宮市 | 12.0      | [ 2 ] |
| 小山市   | 5.2       | [ 2 ] |
| 真岡市   | 3.7       | [ 2 ] |
| 壬生町   | 1.5       | [ 2 ] |

## 自主制作番組
生放送
- さわやかスタジオ（月 - 金曜　7:00 - 8:55）
- くらしパレット（月 - 金曜　10:00～11:55）
- しもつけピタッとラジオ（月 - 金曜　12:00 - 12:55）
- Afternoon Plaza（月 - 金曜　14:00 - 15:55）
- Twilight Avenue（月 - 木曜　17:00 - 18:55）
- Amusement Friday（金曜　17:00 - 18:55）
- ゆうがおパラダイス（月 - 金曜　19:00 - 20:55）
- Moonlight Jam（金曜　21:00 - 22:55）
- しもつけモーニング（土曜・日曜　7:00 - 8:55）
- Club879（土曜　10:00 - 11:55）
- Weekly Top20（土曜　13:00 - 15:55）
- Saturday・Sunday Party（土曜・日曜　16:00 - 17:55）
- Sound Cruising（土曜　19:00 - 20:55）
- Heart of Sunday（日曜　10:00 - 11:55）
- ゆうがおutakataナイト（日曜　19:00 - 20:55）

収録番組
- ゆうがおはつらつ演歌（月 - 金曜 6:00 - 6:55）
- 音の散歩道（毎日 9:00 - 9:55）
- ゆうがおサンセット（月 - 金曜　16:00 - 16:55）
- 結び縁タープライズ（金曜　13:00 - 13:55）
- ピタラジダイジェスト（土曜　12:00 - 12:55、再放送：日曜　12:00 - 12:55）
- Weekend Sound（土曜・日曜　18:00 - 18:55）
- 妖怪たちの宴（土曜　22:00 - 22:55）
- ゆうがお井戸端会議（日曜　21:00 - 21:55）

他局番組
- Cross The Moka（土曜　21:00 - 21:55、FM真岡）
- みんなあつまれ！ワクワクサワー（土曜　18:00 - 18:55、 ボイス・キュー (VOICE CUE)）